# Segart
Segart és un municipi valencià de la comarca del Camp de Morvedre i la subcomarca de la Baronia. Formava part de la comarca històrica anomenada Calderona, que apareix en Comarques naturals del Regne de València d'Emili Beüt i Belenguer publicat l'any 1934. Fins al 27 de juny de 1916 va rebre el nom de Segart d'Albalat, el qual va ser canviat per l'actual mitjançant un Reial Decret, si bé l'adjectiu «d'Albalat» es va continuar usant fins a la dècada de 1940. L'any 2018 s'hi va rodar la major part de la sèrie de televisió La forastera, produïda per À Punt.

## Etimologia
Josep Giner i Marco-Renart, al X Col·loqui general de la Societat d'Onomàstica, feia referència a l'etimologia de Segart de la següent forma:
| « | Cal admetre un topònim pre-romà basat en l'arrel toponímica Seg-, Sega- pre-romana que en època romana presenta formacions amb sufixos llatins i adjectius llatins. L'etimologia de Segart seria Sergadu amb el sentit material del llatí ardus 'alt', que en aragonès presenta la forma -ardo de topònims pirinencs com Montardo, és a dir, 'Muntanya alta'. El sentit de Segart seria el mateix que Montardo, és a dir, 'muntanya alta'. El DCVB suposa un nom germànic Sigihard, però Segart està documentat al Repartiment i en documents anteriors. A més, el castell moro de Segart, no podia prendre nom d'un personatge de nom germànic enlloc no citat ni documentat. Com a nom aràbic no té possibilitat, la S- inicial s'oposa a l'origen àrab, i -ardu > -art amb pèrdua de la -o és explicable en mossàrab i àrab. L'arrel pre-romana és en nom de serres: Segària, Segarra, etc. Segart és anterior a la conquesta cristiana. | » |

## Medi Natural
El poble està situat als peus de la muntanyes: El Garbí (593 msnm), la Mola de Segart (565 msnm) i el Puntal de l'Abella (634 msnm). El relleu és un mica accidentat al vessant que baixa cap al riu Palància. Entre els barrancs, destaquen el barranc de la Font, el Meliquet i el de Segart, també anomenat del Palmeral.

Segons Jaume Bru i Vidal, el nom de Palmeral o Palmosa tindria un origen llatí, ja que les herbes i arbusts donen nom al lloc.
| « | Dos pobles situats a la muntanya (Beselga i Segart) presenten signes d'estancament per la seua ubicació en una zona amb condicions difícils per a l'agricultura | » |

Josep Martinez Roldán, El riu de Morvedre: esglésies, calvaris i records descriu que:
| « | Entre muntanyes de roca vermella s'hi troba Segart. | » |

María Ángeles Arazo i Francesc Jarque, descrivien així a Segart en 1985: 
| « | Segart queda amagat en els contraforts de la Serra Calderona, i és tan íntim que fins a les cases deixen la clau posada en els panys. Fa olor d'arbres, de resina calenta pel sol. I té la remor de l'aigua que alimenta el safareig -comareig diari-, es canalitza la font ja les dones els agrada anar amb garrafes i càntirs a buscar l'aigua per al menjar i el sopar | » |

Segart té un clima mediterrani, i encara que es troba a una altitud de 300 msnm, es troba només a uns 13 km del mar. La vegetació està composta per pins, romer, llentiscle, tomello i altres espècies.
El terme municipal de Segart es troba dins del Parc Natural de la Serra Calderona des de gener de 2002.
- Des de la ciutat de València, s'accedix a Segart per l'autovia V-21, agafant l'eixida 1A cap a la V-23 direcció Sagunt-Terol, continuant després en direcció a Terol, agafant l'eixida 7 en direcció a Segart i seguint per la CV-329.

### Muntanyes
El terme municipal de Segart és un dels més muntanyosos del Camp de Morvedre, i el seu terme inclou les muntanyes més altes i conegudes de la comarca. El fet d'estar enclavat dins del Parc Natural de la Serra Calderona ha afavorit la protecció de la zona, que rep visitants al llarg de tot l'any i és destinació habitual de persones que practiquen esports a l'aire lliure, sobretot senderisme.
Segons Doménech, l'estructura geològica del terme de Segart és la següent: «S'observa que com a conseqüència dels moviments geològics, diverses muntanyes de Segart estan rematades amb penyals i tallats orientats en bon nombre al sud, sud-est i est; com ara el Garbí, el Xocainet, la Mola de Segart i altres. La part del barranc de Segart és del Quaternari, però les vessants de les muntanyes on es troba el poble corresponen al Buntsandstein (o triàsic inferior) i les oposades al Muschelkalt. Com a exemple de Buntsandstein tenim el Garbí: els seus talls encarats al sud són en realitat una gran falla que inclou els pics que té a banda i banda, el Puntal de l'Abella i l'Albarda del Garbí. En alguns llocs el Buntsandstein envolta el Muschelkalt, com a la Mola de Segart, on els cims pertanyen al muschelkalt, mentre que part dels vessants i les faldes corresponen al Buntsandstein. És significatiu que diverses muntanyes de Segart i de la zona presenten característiques de relleu molt semblants, tal com s'ha dit, amb tallats orientats al sud».

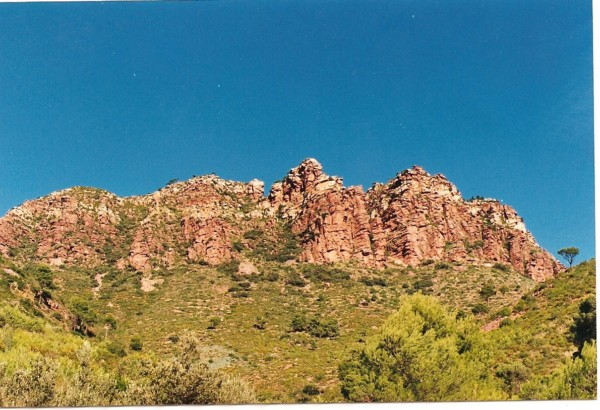
El Garbí.

- La Mola de Segart (565 msnm): és fàcilment recognoscible pel tallat que la remata i que forma un cim planer. Té bones vistes en totes direccions, com ara la Serra d'Espadà i fins i tot Penyagolosa entre el Puntal de l'Abella i el Garbí.[8] Té un vèrtex geodèsic amb una altitud de 565 m.[8] Els veterans del Centre Excursionista de València col·locar en 1971 una taula d'orientació amb indicació de diversos dels cims que s'albiraven des d'allà.[8] El topònim de la mola és ibèric, segons Santiago Bru i Vidal.[9] També és coneguda com El Femerot pels pescadors.[10] A la paret vertical té una gran tall horizontal o canal a través de la qual es pot accedir també al cim.
- El Puntal de l'Abella (634 msnm): és la muntanya més alta del Camp de Morvedre.[8]
- El Garbí (601 msnm): elevació exemple del període triàsic inferor o Buntsandstein. El seu tall encarat al sud és en realitat una gran falla que inclou els pics que té a banda i banda: el Puntal de l'Abella i l'Albarda del Garbí.[8]
- El Puntal del Meliquet (406 msnm): és la muntanya més pròxima a la Font del Salt.
- Penya Roja (400 msnm): junt amb el Puntal del Meliquet, delimita amb el terme de Nàquera.

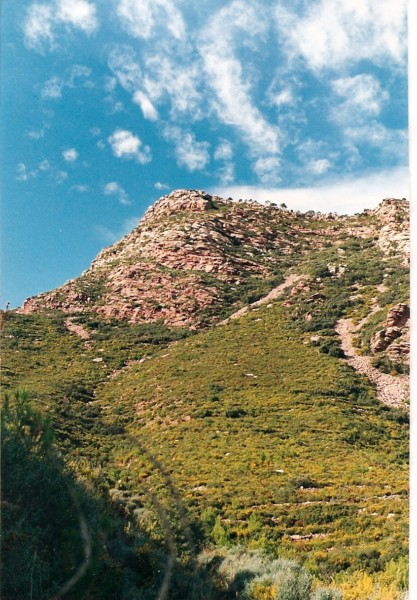
El Puntal de l'Abella.

- El Prat (538 msnm): està situat en la partida del Salt i està prop de la font homònima. Té una protuberància rocosa anomenada El Panoli.
- El Rodeno (500 msnm): al seu voltant es troba una urbanització homònima. Segons Bru i Vidal, és un topònim d'orige miner i industrial.[5]
- El Puntalet (345 msnm): distingible des del camí de la Mola per la seua forma puntaguda i per disposar d'un exemplar d'arbocer prop del cim.
- El Salsero (406 msnm): en la seua base, l'Associació Històrica de Segart va trobar les restes d'una pedrera de marbre utilitzada en el segle xx. Entre el Salsero i el Murtal discorre el camí a Sant Esperit o senda dels frares (camí dels frares) que s'utilitzava en la romeria que s'organitzava en Segart per a anar al Monestir de Sant Esperit.
- El Murtal (400 msnm): també acull una urbanització.
- La Roja (368 msnm): el seu cim forma un altiplà ample que forma la partida del Saler.
- Coveta Rabosa (264 msnm)
- El Bord (507 msnm): fàcilment recognoscible per la cova que té en la paret rocosa del seu cim.
- El Rodeno del Moreno (472 msnm)

| Muntanya              | Alçada en metres | Situació            | Distància de l'horitzó de la mar en Km |
| --------------------- | ---------------- | ------------------- | -------------------------------------- |
| El Puntal de l'Abella | 654              | Divisòria Principal | 91,2                                   |
| El Garbí              | 601              | Vessant nord        | 87,4                                   |
| La Mola de Segart     | 565              | Divisòria Principal | 84,8                                   |

Font de les dades de la taula.

### Barrancs

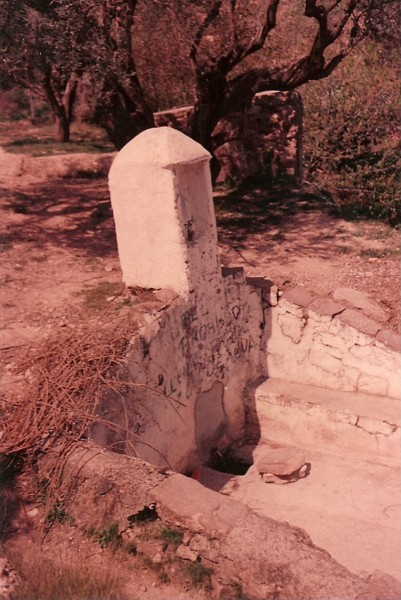
Font de Sant Josep (antiga).

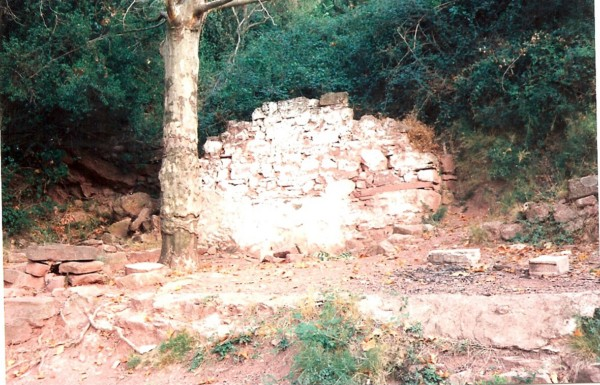
Font del Campaner (antiga).

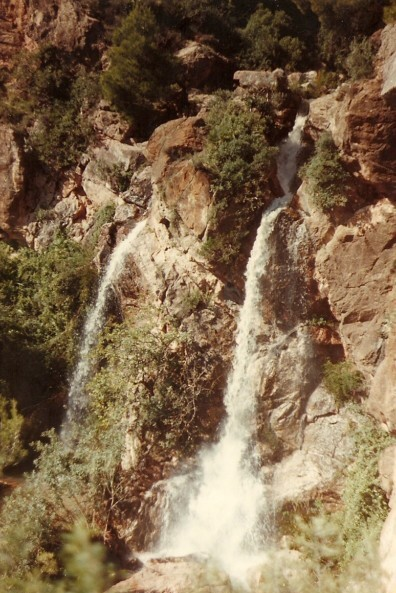
Font del Salt en època de pluges.

- Barranc de la Font: comença a la part alta de la població i desemboca en el barranc de Segart, als peus del terraplé de la piscina municipal. Rep eixe nom perquè passa pel costat de la Font del Llavador, la principal de la població, que abastix d'aigua tant la zona baixa del nucli urbà com el regadiu. El barranc marcava el límit del poble en època islàmica i no es va començar a construir a l'altre costat de la llera fins al segle xviii. A principis del segle XX es va construir un pont per a travessar-lo, que connectava el carrer de la Font (actual carrer Major) amb el carrer de la Fonteta (actual carrer de Sant Josep). Este pont va desaparéixer amb la construcció i ampliació de l'actual plaça de l'Ajuntament en els anys 80.
- Barranc del Meliquet: rep el nom per la pròxima Font del Meliquet i naix en les proximitats de la Font del Salt. Està situat prop de la frontera amb el terme de Nàquera i és visible des de la Mola de Segart.
- Barranc o Vall de Segart[8] o Palmeral:[4][5] és el constituït per la conca del barranc del seu mateix nom, s'origina en una zona molt intricada de la serra per la part de la Mola, pren la direcció d'oest a est i després de deixar a l'esquerra les cases del poble, del qual pren el nom, es dirigix al riu Palància.[8]

Al fons de la vall es troba la Mola i el seu límit septentrional el marquen les muntanyes del Puntal de l'Abella, el Garbí i l'Albarda, que en realitat constituïxen una unitat orogràfica; pel sud queda tancat per una corda de muntanyes que, partint de l'alineació principal entre la Mola i el Pic de l'Àguila (462 m) es dirigixen cap a l'est en una sèrie d'altures de les quals el Xocainet i la Mola Redona són les més significatives.
Encara que no són habituals, en el barranc de Segart s'han produït diverses pluges torrencials, amb les consegüents riuades que han provocat grans destrosses. En 1942 una furiosa avinguda va causar grans pèrdues en els horts i va arrasar multitud de terres de secà. El 24 març de 1946 una avinguda va colgar la Font de la Mistera, que es trobava prop del llit del barranc. Andrés Monzó Nogués comenta una altra de major envergadura que les esmentades anteriorment en l'últim terç del segle xix.

### Explotacions forestals

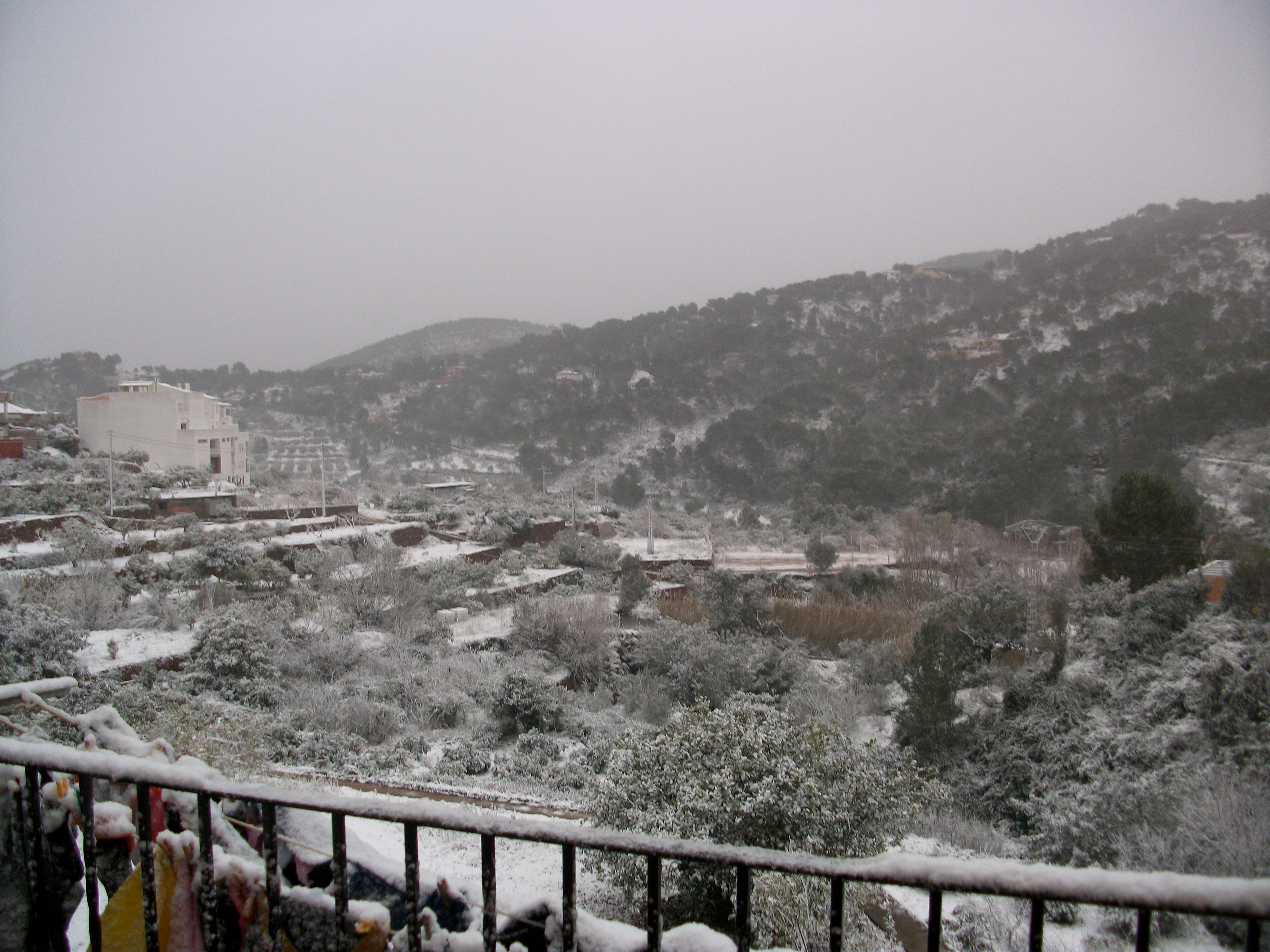
Nevada del 8 de gener de 2010.

En 1968 el bosc es componia de pi blanc i pi roig en els terrenys silicis i tenia una extensió de 384,87 ha repartides entre 126,40 ha de pineda i 222,47 de muntanya baixa. Després de l'incendi de 1979, l'extensió boscosa va baixar dràsticament i va acabar amb l'explotació forestal de les muntanyes de Segart, amb la destrucció de l'arbrat dels vessants del Garbí, el Puntal de l'Abella i la Mola. 
| « | Segart, amb molt poca terra de conreu, té en l'explotació forestal, així com en les pedreres de roig, el seu més caracteritzat, encara que precari, mitjà de vida. | » |

## Geografia

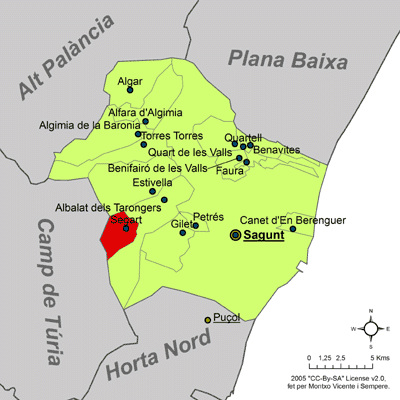
Localització de Segart respecte del Camp de Morvedre.

### Límits
| Serra   | Estivella | Albalat dels Tarongers |
| Nàquera |           | Albalat dels Tarongers |
| Nàquera | Nàquera   | Albalat dels Tarongers |

Hui dia Segart confina amb els municipis d'Albalat dels Tarongers, Estivella, Nàquera i Serra (els dos darrers, de la comarca del Camp de Túria); però quan en 1846 es va crear el municipi, el terme municipal era més extens que l'actual: Pasqual Madoz assenyala que confinava pel nord amb Estivella i Albalat dels Tarongers, per l'est amb Gilet, pel sud amb Sagunt i per l'oest amb Nàquera i Serra. Per tant, el terme primerenc incloïa pel sud la zona de Comediana i els terrenys adjacents al Monestir de Sant Esperit (Gilet), que hui dia pertanyen a Albalat.

### Urbanitzacions
Al terme municipal de Segart s'ubiquen les següents urbanitzacions privades: 
- La Mallà
- El Murtal
- El Rodeno

### Partides
| - Xocainet - El Meliquet - La Penya Roja - El Salt - El Racó de la Mola - La Mallà (o La Mallada): topònim ibèric segons Jaume Bru i Vidal era una nom propi de la zootècnia i ramaderia. - El Rodeno del Tender - El Fondó (o La Foia): topònim ibèric que significa esquerda estreta i profunda. - La Mola - El Collado - La Sabata - La Rodana - La Fonteta | - El Puntalet - Els Gamellons: topònim d'hidrografia i de condicions produïdes per l'home. - El Rodeno del Balsó - El Bord - El Castell - L'Horteta - La Creueta - El Zorro - El Campaner - Les Roges - El Balsó - El Murtal |

## Història
Té el seu origen en l'època ibèrica. El Castell de Segart, és d'origen musulmà. Després de la conquesta de Jaume I (1208-1276) fou donació al bisbe de Vic de qui va passar a mans d'Adam de Paterna; més endavant, Pere el Cerimoniós (1319-1387) ho va entregar a Bernat de Ripax i, posteriorment, passà a pertànyer a Morvedre, l'actual Sagunt, de la qual es va independitzar el 1535 per a convertir-se en un annex d'Albalat dels Tarongers, formant així una baronia, la baronia d'Albalat i Segart; Quan quedà despoblat després de l'expulsió dels moriscos (1609-1610), Joan de Vila-rasa, en aquell temps senyor de la baronia, donà carta de població el 1611 i va ser repoblat amb cristians catalans. El 25 de maig de 1844 Segart va obtenir la seua independència d'Albalat dels Tarongers, però no va ser oficial fins a 1846 en produir-se plets entre la nova població i Albalat dels Tarongers. Durant els segles XIX, XX i xxi, s'ha deixat sentir l'emigració cap a Sagunt i València.

### Període ibèric ple i el Baix Imperi (segle III aC-IV dC).
Té el seu origen en època ibèrica, ja que s'ha trobat ceràmica àtica del segle iv aC en el tossal del Castell però és probable que hi haguera un assentament humà de la mateixa època en la part baixa de la població, actualment zona de cultiu, ja que s'hi han trobat restes de ceràmica ibèrica a l'artigar la terra de conreu.
El Museu de Prehistòria de València guarda diversos objectes com ara fragments de fang cuit, ceràmica medieval, ceràmica ibèrica amb decoració geomètrica i ceràmica de l'edat del bronze.

Pla Ballester comenta sobre el jaciment del Castell de Segart: 
| « | En bon nombre d'aquests jaciments es va seguir vivint en època posterior, amb un caràcter més o menys romanitzat, aconseguint alguns d'ells dates ben avançades de la nostra era. Només en dos, el ja esmentat Rabosero de Torres Torres i en el castellet de Segart, sense comptar, naturalment, amb Sagunt ciutat, s'han trobat fragments de ceràmica àtica de figures vermelles, del segle IV a. C. | » |

És probable que el tossal del Castell i les zones adjacents estigueren habitats fins al segle II o I aC, quan Arse-Saguntum es va convertir el centre d'una zona que es va denominar municipium saguntinum o territori sota la seua influència econòmica i política durant l'Alt Imperi.
Amb la crisi del Baix Imperi, la pèrdua d'habitants de Sagunt cap a les muntanyes va propiciar que l'antiga població ibera tornara a poblar-se.

### Etapa islàmica (713-1233)
El castell-refugi (hins) musulmà va ser construït probablement entre els segles XII i XIII, i actualment està en ruïnes. El cementeri musulmà podria estar ubicat en la zona nord de les faldes del castell, segons es deduïx de les restes humanes del crani i mandíbula que es trobaren en els anys 90 durant la instal·lació d'un pal de línia telefònica, en lloc conegut com a Penyetes Blanques.
L'estructura urbana de la Segart musulmana consistiria en els carrers adjacents al carrer Major i tindria els seus límits a l'entrada actual de la població i el llit del Barranc de la Font. L'accés al centre urbà estava davant de l'actual església parroquial.
No es tenen dades sobre la població durant el domini musulmà; però se suposa que devia ser important, ja que tenia una mesquita per al culte i un castell-refugi comunal per a defendre els pobladors i el bestiar.

### Època foral (1233-1492)
El llavors bisbe de Vic, Sant Bernat Calbó, va ajudar el rei Jaume I en la conquesta de València incorporant-se a la host real probablement a Russafa al mes de juny o de juliol de 1238. Eixe reforç va beneficiar en gran manera el monarca, ja que la mitra vigatana tenia feus extensos que van donar un bon contingent d'hòmens. En l'acta de rendició de la ciutat valentina consta la signatura del futur sant.
El 20 de juny 1238 el Conqueridor feu donació al bisbe del castell de Segart amb totes les seues cases, termes i pertinences, llevat de les terres on treballaven musulmans de Morvedre. Eixa excepció que feu el monarca potser està relacionada amb els tractes de rendició del castell de Segart, fets possiblement al maig de 1233.
El successor de Sant Bernat Calbó en la mitra de Vic, Bernat de Mur, va permutar amb el monarca català el 29 agost de 1246 el castell de Segart per altres senyorius, tornant per tant les terres segartines a la corona, després de huit anys d'haver pertangut a la mitra vigatana.
Segons el Llibre del Repartiment de València, en 1248 es va vendre el castell de Segart a Adam de Paterna per 40.000 sous.
Posteriorment,  Pere IV en 1348 vengué la jurisdicció de Segart a Jacobo Castelló per 300 florins d'Aragó; els motius expressats al·ludixen a dificultats econòmiques de l'erari real. El 4 febrer 1349 la va lliurar a Bernat de Ripax i els seus hereus.
L'any 1440 el senyor territorial de Segart Jofre de Blanes protesta davant del governador perquè el Justícia de Morvedre s'havia endut un moro trobat en els seus territoris. Més tard, va pertànyer a Morvedre, de la qual es va independitzar en 1535 i es va convertir en pedania d'Albalat dels Tarongers.
El 30 d'agost del 1482 Jaume de Blanes va vendre els llocs d'Albalat, Segart, Comediana i Montalt a Joan Castellens de Vila-rasa per 228.000 sous.

### Edat Moderna (1492-1789)
L'any 1520 hi va haver un plet entre Morvedre i Cosme de Vila-rasa sobre la delimitació dels termes d'Albalat i Segart.
Va ser lloc de moriscs (amb 40 focs en 1609) i va quedar despoblat després que els expulsaren i obligaren a embarcar en el Grau de València els dies 5 i 7 d'octubre de 1609. Joan de Vila-rasa i Cavanilles, senyor de la baronia d'Albalat i Segart, va atorgar a Segart carta de població en 1611, i aquell mateix any, el 4 de setembre, va començar a ser repoblat ambcristians vells d'origen català.

### Edat contemporània (1800-fins a l'actualitat)
En 1804 era senyor de Segart Miguel Saavedra. Durant l'ocupació francesa es va realitzar una tala indiscriminada d'arbres de les deveses de Sant Esperit i es va fer responsable a diverses poblacions, entre elles Segart.
La separació política d'Albalat dels Tarongers va ser aprovada per una orde del cap polític de la província, el 25 de maig de 1844, però no va ser oficial fins a 1846 a causa dels plets entre la nova població i Albalat.
Pascual Madoz descriu la població pocs anys després de la seua separació d'Albalat: «Situat al centre de la serra anomenada la Calderona, a la dreta del riu Palància del qual està bastant apartat; regnen generalment els vents de l'est i l'oest, el seu clima és temperat i saludable. Té 23 cases de mala fàbrica i una xicoteta ermita on diu la segona missa el Capellà d'Albalat, de la parròquia és annexa se n'encarreguen alguns dels secularitzats residents al poble».
La separació eclesiàstica total es va produir entre els anys 1848 i 1862, ja que fins llavors els batejos es realitzaven a Albalat i s'inscrivien en els seus llibres, com passava entre Beselga i Estivella. va arribar a ser parròquia d'entrada el 28 de desembre de 1953.
El 20 de gener de 1946 va tindre lloc una gran nevada a Segart que va dificultar la vida dels seus habitants.
En 1942, el capellà d'Albalat dels Tarongers, Andrés Monzó Nogués, comenta que segons una llegenda, Segart va ser lloc de reclusió de delinqüents "els quals, en trobar la llibertat, van fundar Albalat". No és l'única referència a la possible fundació d'Albalat dels Tarongers, ja que l'historiador Antoni Chabret, en el seu Nomenclàtor, diu que alguns pobles es van fundar per la vinguda d'habitants dels pobles de dalt "per això els de Segart van fundar Albalat". Des de fa uns anys, l'Associació Històrica de Segart realitza una tasca de replega de dades històriques i socials sobre el municipi.

## Demografia
Segart té 177 habitants segons (l'INE, 2021), dels quals 92 són hòmens i 85 dones.
| Evolució demogràfica (des de 1877) Censos de població | Evolució demogràfica (des de 1877) Censos de població | Evolució demogràfica (des de 1877) Censos de població |
| ----------------------------------------------------- | ----------------------------------------------------- | ----------------------------------------------------- |
|                                                       |                                                       |                                                       |
|                                                       |                                                       |                                                       |
|                                                       | Font: Institut Nacional d'Estadística                 |                                                       |

| Evolució demogràfica en els darrers anys Padró d'habitants | Evolució demogràfica en els darrers anys Padró d'habitants | Evolució demogràfica en els darrers anys Padró d'habitants | Evolució demogràfica en els darrers anys Padró d'habitants | Evolució demogràfica en els darrers anys Padró d'habitants | Evolució demogràfica en els darrers anys Padró d'habitants | Evolució demogràfica en els darrers anys Padró d'habitants | Evolució demogràfica en els darrers anys Padró d'habitants | Evolució demogràfica en els darrers anys Padró d'habitants | Evolució demogràfica en els darrers anys Padró d'habitants | Evolució demogràfica en els darrers anys Padró d'habitants | Evolució demogràfica en els darrers anys Padró d'habitants | Evolució demogràfica en els darrers anys Padró d'habitants | Evolució demogràfica en els darrers anys Padró d'habitants | Evolució demogràfica en els darrers anys Padró d'habitants | Evolució demogràfica en els darrers anys Padró d'habitants | Evolució demogràfica en els darrers anys Padró d'habitants | Evolució demogràfica en els darrers anys Padró d'habitants | Evolució demogràfica en els darrers anys Padró d'habitants | Evolució demogràfica en els darrers anys Padró d'habitants | Evolució demogràfica en els darrers anys Padró d'habitants | Evolució demogràfica en els darrers anys Padró d'habitants | Evolució demogràfica en els darrers anys Padró d'habitants |
| Any                                                        | 2000                                                       | 2001                                                       | 2002                                                       | 2003                                                       | 2004                                                       | 2005                                                       | 2006                                                       | 2007                                                       | 2008                                                       | 2009                                                       | 2010                                                       | 2011                                                       | 2012                                                       | 2013                                                       | 2014                                                       | 2015                                                       | 2016                                                       | 2017                                                       | 2018                                                       | 2019                                                       | 2020                                                       | 2021                                                       |
| ---------------------------------------------------------- | ---------------------------------------------------------- | ---------------------------------------------------------- | ---------------------------------------------------------- | ---------------------------------------------------------- | ---------------------------------------------------------- | ---------------------------------------------------------- | ---------------------------------------------------------- | ---------------------------------------------------------- | ---------------------------------------------------------- | ---------------------------------------------------------- | ---------------------------------------------------------- | ---------------------------------------------------------- | ---------------------------------------------------------- | ---------------------------------------------------------- | ---------------------------------------------------------- | ---------------------------------------------------------- | ---------------------------------------------------------- | ---------------------------------------------------------- | ---------------------------------------------------------- | ---------------------------------------------------------- | ---------------------------------------------------------- | ---------------------------------------------------------- |
| Població                                                   | 212                                                        | 190                                                        | 183                                                        | 175                                                        | 158                                                        | 156                                                        | 140                                                        | 139                                                        | 140                                                        | 134                                                        | 134                                                        | 173                                                        | 188                                                        | 180                                                        | 184                                                        | 170                                                        | 159                                                        | 158                                                        | 158                                                        | 163                                                        | 164                                                        | 177                                                        |

## Política i govern

### Composició de la Corporació Municipal

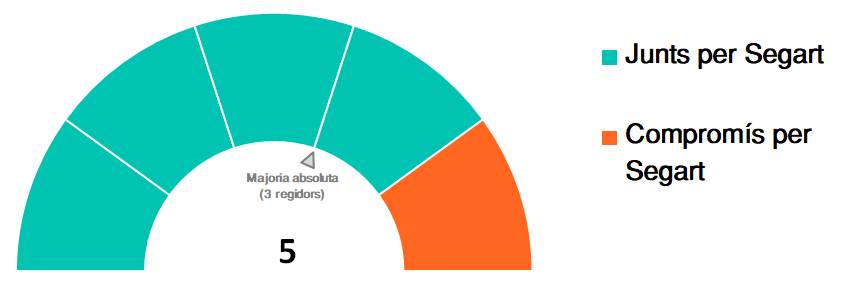
Corporació municipal (2023-2027).

El Ple de l'Ajuntament està format per 5 regidors. En les eleccions municipals de 28 de maig de 2023 foren elegits 4 regidors de Junts per Segart i 1 regidor de Compromís per Segart.
Els regidors són elegits pel mètode de les llistes obertes (art. 184 de la LOREG) reservat a les poblacions petites però que no funcionen amb el règim de consell obert. Segart, amb 174 habitants censats (INE 2022), es troba dins d'eixe rang.
Si el municipi té entre 101 i 250 residents, cada formació pot presentar una llista amb un màxim de 5 candidats i cada elector pot donar el seu vot a un màxim de 4 d'entre tots els candidats proclamats. N'ixen elegits els candidats amb major nombre de vots i en cas d'empat es resol per sorteig. Amb això s'intenta que, com a mínim, sempre hi haja un regidor de diferent partit del que governa.
| Eleccions municipals de 28 de maig de 2023 - Segart                                                                           |                                          |                                     | |                                                     |          |          |
| Candidatura | Candidatura                              | Candidatura                         | Candidats | Vots                                                | Vots     | Regidors |
| | Junts per Segart                         |                                     | Francisco José Garriga Garcia Anna Valiente Muñoz Isabel de Paül Aguilar David Hernández Gimeno                                                          | 103 ( Sí) · 83 ( Sí) · 76 ( Sí) · 75 ( Sí)          |          | 4 ()     |
| | Compromís per Segart                     |                                     | Borja Esteve Ripoll Ricardo Escamilla Garriga | 76 ( Sí) · 32 ( No)                                 |          | 1 (+1)   |
| | Partit Socialista del País Valencià-PSOE |                                     | José Ripoll Muñoz Rosa Maria Ripoll Muñoz José Vicente Hernández Gimeno Berta Mildrey García Cortés Manuel Ripoll Muñoz                                  | 48 ( No) · 26 ( No) · 15 ( No) · 12 ( No) · 8 ( No) |          | 0 (-1)   |
| | Vox                                      |                                     | Juan Antonio Gea Oliver Francisco Vicente Soliva García Carlos García de Pedraza José Miguel Aguilera Vargas Francisco Vicente Valero Sierra             | 4 ( No) · 3 ( No) · 3 ( No) · 3 ( No) · 1 ( No)     |          | 0 ()     |
| | Partit Popular                           |                                     | Jorge Antonio Barrosa Denis Mari Carmen Gimeno Sangüesa Guillermo Vicente Díaz Iglesias Rosario Vicenta Iglesias Trilles Jorge Antonio Espinosa Martínez | 2 ( No) · 2 ( No) · 2 ( No) · 2 ( No) · 1 ( No)     |          | 0 ()     |
| | Vots en blanc                            |                                     | | 0                                                   | 0,00%    |          |
| Total vots vàlids i regidors                                                                                                  | Total vots vàlids i regidors             | Total vots vàlids i regidors        | Total vots vàlids i regidors | 146                                                 | 100 %    | 5        |
| | Vots nuls                                | Vots nuls                           | Vots nuls | 0                                                   | 0,00%    |          |
| Participació (vots vàlids més nuls)                                                                                           | Participació (vots vàlids més nuls)      | Participació (vots vàlids més nuls) | Participació (vots vàlids més nuls) | 146                                                 | 80,89%** |          |
| Abstenció | Abstenció                                | Abstenció                           | Abstenció | 20*                                                 | 12,04%** |          |
| Total cens electoral | Total cens electoral                     | Total cens electoral                | Total cens electoral | 166*                                                | 100 %**  |          |
| Alcalde: Francisco José Garriga García (JPS) Per majoria absoluta dels vots dels regidors (4 vots de JPS)                     |                                          |                                     | |                                                     |          |          |
| Fonts: JEC, JEZ Sagunt, M. Interior, Periòdic Ara. (* No són vots sinó electors. ** Percentatge respecte del cens electoral.) |                                          |                                     | |                                                     |          |          |

### Alcaldes
Des de juny de 2018 l'alcalde de Segart és el Sr. Francisco J. Garriga García, després de deixar el càrrec el Sr. Vicent de Paül i Garriga (PP). En 2019 es presentà per Junts per Segart (JPS) i tornà a ser elegit l'alcalde.
| Període                       | Alcalde o alcaldessa                               | Partit polític   | Data de possessió     | Observacions         |
| ----------------------------- | -------------------------------------------------- | ---------------- | --------------------- | -------------------- |
| 1979–1983                     | Francisco J. Garriga Ambrosio                      | UCD              | 19/04/1979            | --                   |
| 1983–1987                     | José García Andrés                                 | AP-PDP-UL-UV     | 28/05/1983            | --                   |
| 1987–1991                     | José García Andrés                                 | AP               | 30/06/1987            | --                   |
| 1991–1995                     | José García Andrés                                 | PP               | 15/06/1991            | --                   |
| 1995–1999                     | José García Andrés                                 | PP               | 17/06/1995            | --                   |
| 1999–2003                     | José García Andrés                                 | PP               | 03/07/1999            | --                   |
| 2003–2007                     | José García Andrés                                 | PP               | 14/06/2003            | --                   |
| 2007–2011                     | Vicent de Paül Garriga                             | BLOC             | 16/06/2007            | --                   |
| 2011–2015                     | Vicent de Paül Garriga                             | PP               | 11/06/2011            | --                   |
| 2015–2019                     | Vicent de Paül Garriga Francisco J. Garriga Garcia | PP               | 13/06/2015 27/06/2018 | Dimissió/renúncia -- |
| 2019-2023                     | Francisco J. Garriga Garcia                        | Junts per Segart | 15/06/2019            | --                   |
| Des de 2023                   | Francisco J. Garriga Garcia                        | Junts per Segart | 17/06/2023            | --                   |
| Fonts: Generalitat Valenciana |                                                    |                  |                       |                      |

### Eleccions a les Corts Valencianes del 2023
| Candidatura | Candidatura                 | Cap de llista     | Vots | Regidors | % vots |
| ----------- | --------------------------- | ----------------- | ---- | -------- | ------ |
|             | Compromís                   | Joan Baldoví      | 36   |          | 26,27% |
|             | PPCV                        | María José Català | 35   |          | 25,54% |
|             | Vox                         | Carlos Flores     | 27   |          | 19,70% |
|             | PSPV                        | Ximo Puig         | 26   |          | 18,97% |
|             | Unides Podem-Esquerra Unida | Héctor Illueca    | 5    |          | 3,64%  |
|             | PACMA                       | Óscar Pastor      | 2    |          | 1,45%  |
|             | ERPV                        | Maria Pérez       | 1    |          | 0,72%  |
|             | PCPE                        | Manuel Lezcano    | 1    |          | 0,72%  |
|             | RVPVE                       | Ximo Cunyà        | 1    |          | 0,72%  |
|             | Vots en blanc               |                   | 2    |          | 1,61%  |
| Total       | Total                       | 136               | 136  |          | 80,51% |

## Economia
Basada tradicionalment en l'agricultura, l'extracció de pedra, l'espart i, en menor mesura, la ramaderia. Pel que fa al secà, predomina el cultiu d'oliveres, ametlers i garroferes. A la zona de regadiu el cultiu majoritari és el del taronger. La terra és treballada en règim de propietat. Entre 1931 i 1988 hi va haver un augment de la superfície de regadiu del 140% passant de 5 ha a 7 ha Actualment té molt poca indústria i el sector serveis s'ha enfocat cap a l'hostaleria i el turisme rural.
Fins a la creació del Parc Natural de la Serra Calderona també es realitzava l'extracció de la pedra de rodeno, que s'utilitzava per a construir les llambordes de les calçades o els rastells de les voreres. El procediment d'extracció d'eixa pedra ha sigut una de les causes principals de mortalitat de la població masculina de Segart, ja que el trencament de la pedra generava un polsim de quars que era aspirat pel treballador i es depositava en els pulmons.
Antoni Josep Cavanilles, en l'obra Observacions sobre la història natural, geografia, agricultura, població i fruits del regne de València (1795-1797) comenta que al terme de Segart hi havia pedreres de marbre amb vetes rosades, un mineral conegut com a pedra de flors o de Segart, que va ser emprat com a element decoratiu de la  catedral i en diverses esglésies de València, així com en el monestir de Sant Miquel dels Reis i en la Cartoixa de Porta Coeli.

## Agricultura
L'agricultura sempre ha sigut un dels principals eixos econòmics de Segart, junt amb l'extracció de pedra. Al llarg de la història el conreu ha evolucionat per a poder produir els productes amb més demanda en el mercat, de manera que alguns conreus s'han mantingut i altres han desaparegut.
L'aprofitament de la terra l'any 1968 era el següent:
Superfície total : 662 ha
Regadiu
- Superfície: 8,27 ha

Secà
- Superfície: 285,82 ha

Muntanya
- Superfície: 348,87 ha

Altres usos
- Superfície: 19,04 ha

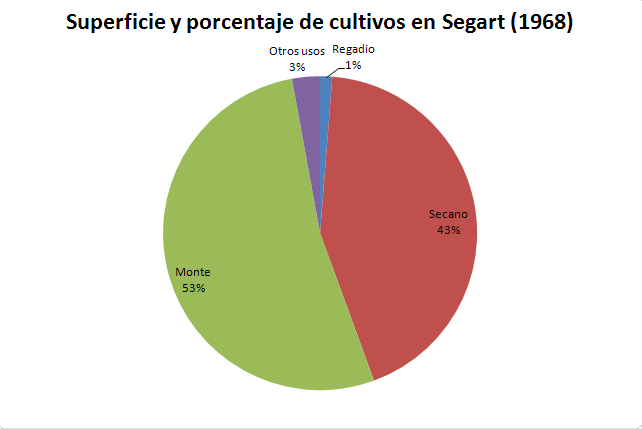
Percentatges d'aprofitament de la terra.

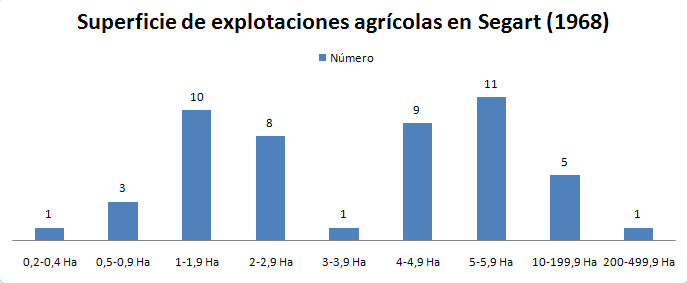
Nombre d'explotacions agràries per superfície, 1968.

Arran de l'incendi de 1979 i la pèrdua de superfície muntanyosa i de regadiu, els preus de venda dels cítrics baixaren de forma notable.
En 1850 Madoz relata en la seua llista de productes agrícoles aliments que ja s'han deixat de conrear, com ara el forment, la dacsa, les figues i els llegums. La figa seca de Segart tenia tanta acceptació que el terme estava ple d'edificis que servien per a secar-les, alguns dels quals encara es poden vore en els vessants pròxims al cementeri.
En 1982 la població agrícola de dret en Segart era de 20 persones, de les quals 4 eren propietàries i 16 treballaven per compte d'altre.

### Cultius de regadiu
Entre 1931 i 1988 els cultius de regadiu han descendit un 10%. El 1931 hi havien 5 ha de regadiu en Segart, que varen ascendir fins a 7,5 ha en 1961, fet que suposava un augment del 150% respecte a l'any 1931; però en 1988 només hi havien 7 ha de regadiu, amb la qual cosa la relació percentual era del 93% amb relació l'any 1961 i del 140% amb l'any 1931.
La Font del Llavador només regava 7,10 ha de terrasses plantades, en 1968, de tarongers, llimeres i nesprers. Les 1,17 ha restants es classifiquen com a "regadiu elevat" i s'haurien de repartir entre la Font de Sant Josep i la Font de Jaume. Actualment hi ha hagut un retrocés en eixa xifra, perquè els terrenys que regava la Font de Sant Josep i la Font de Jaume no estan en producció i molts camps de l'àrea de la Font del Llavador han sigut abandonats.
En 1968 els cultius de secà eren els següents:
Agràries
- Extensió: 3,81 ha
- Proporció: 46,8%

Altres fruiters
- Extensió: 3,89 ha
- Proporció: 46,7%

Pel que fa a les nespres, entre 1980 i 1984 no hi ha hagut una plantació regular d'estos arbres fruiters i s'ha mantingut en 15 el nombre d'arbres disseminats. La producció de nespres en aquells anys va ser la següent: en 1980, 200 kg; en 1982, 225; i en 1984, 300 kg.
Horta
- Extensió: 0,57 ha
- Proporció: 6,3%

### Cultius de secà

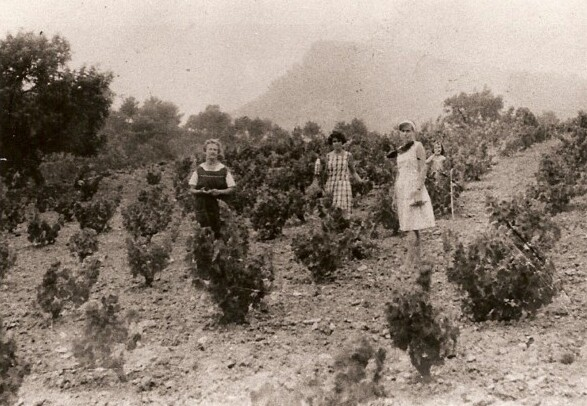
Ceps de vinyes a la partida de El Saler en els anys 60.

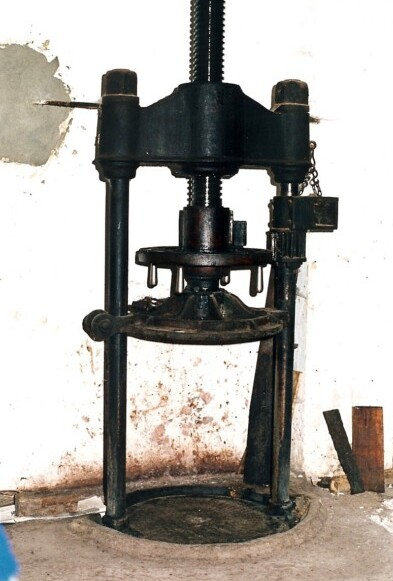
Premsa d'oli a l'antiga Cooperativa Sant Josep de Segart.

En 1968 els cultius de secà eren els següents:
Garrofer
- Extensió: 211,97 ha
- Proporció: 74,1%

Vinya
- Extensió: 9,00 ha
- Proporció: 3,1%

La producció de vi va començar al segle XVIII amb una producció de 1.200 hm en 1792 però a finals del segle xix va començar el seu declivi quan només l'any 1884 va poder produir 100 hm; però Pascual Madoz encara s'inclou el 1850 al vi com un producte dels camps de la població. El cultiu de la vinya es va tornar residual, ja que només queda actualment una explotació abandonada en tot el terme; però a la cooperativa agrícola Sant Josep, fundada a principis del segle xx, encara es manté un trull.
Oliverar
- Extensió: 53,30 ha
- Proporció: 18,7%

Ametlers i altres fruits
- Extensió: 8,78 ha
- Proporció: 3,1%

Altres
- Extensió: 2,77 ha
- Proporció: 1,0%

## Gastronomia
Al municipi destaquen la paella i l'arròs amb fesols i naps. Pel que fa als dolços, els més rellevants són els pastissets de moniato, el braç de gitano de cabell d'àngel i les fulles de llimera. Cal assenyalar que el municipi és famós per les seues exquisides paelles a llenya i la seua acurada cuina casolana.

## Festes i tradicions
- Festa de Sant Antoni Abat, més coneguda com a Sant Antoni del porquet, se celebra el 16 de gener. A la plaça del poble es fa una foguera on després es torren xulles i embotits.
- Festes Majors o Patronals: darrera setmana de juliol i primera d'agost. Es fan tot tipus d'espectacles: Orquestres, calderes, discomòbils, teatres, bous al carrer, sopars de pa i porta, etc.

## Atractius històrics i paisatgístics

### Monuments

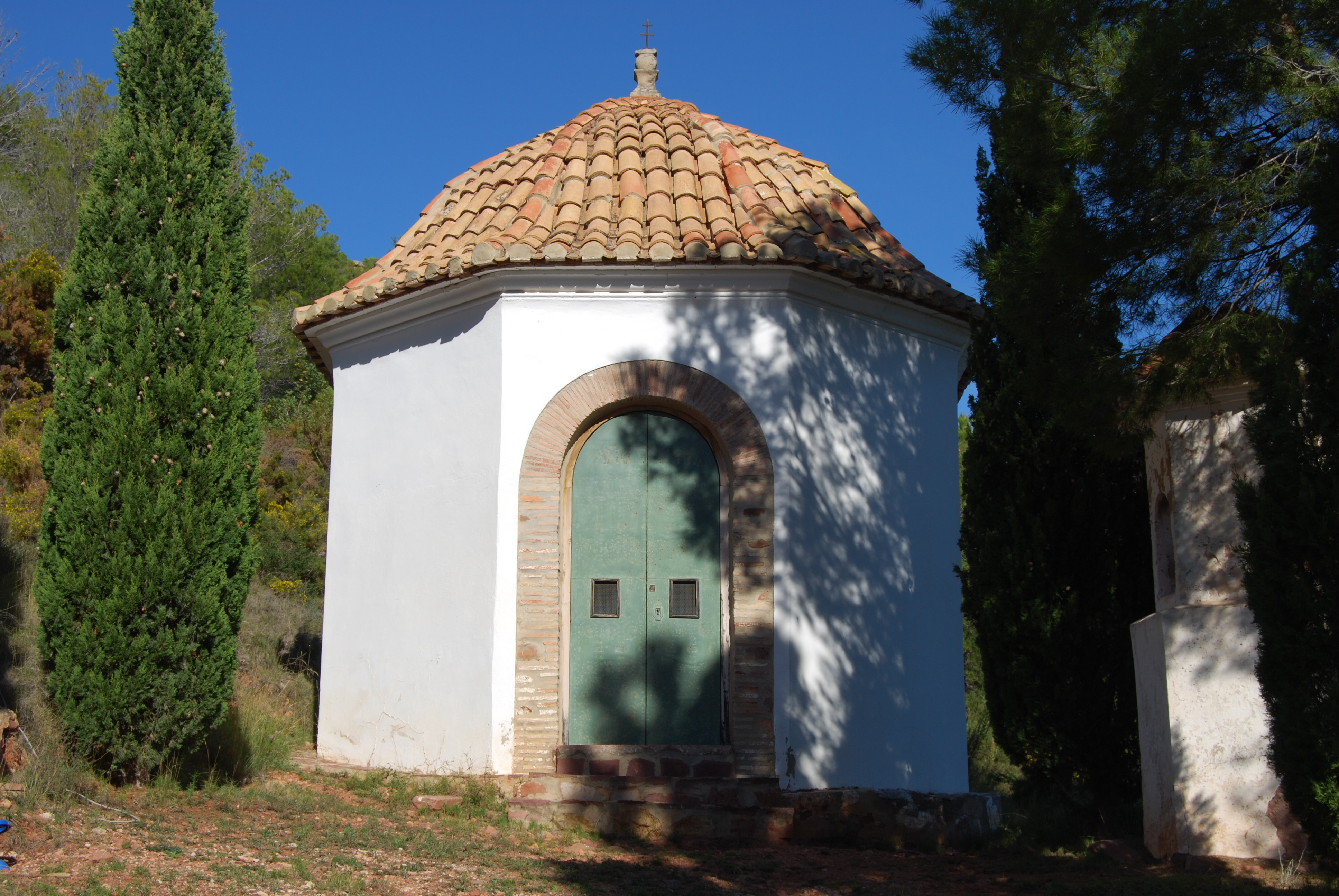
Ermita de la Santa Creu, Segart.

- Castell de Segart: castell musulmà, conquerit per Jaume I; és una fortalesa d'origen àrab construït al voltant del segle xiii, i situat a dalt d'un turó sobre la població.
- Església parroquial de la Puríssima Concepció: és modesta i està dedicada a la Immaculada Concepció.
- Ermita de la Santa Creu de Segart, construïda al segle xviii i de planta octogonal.

### Llocs d'interés

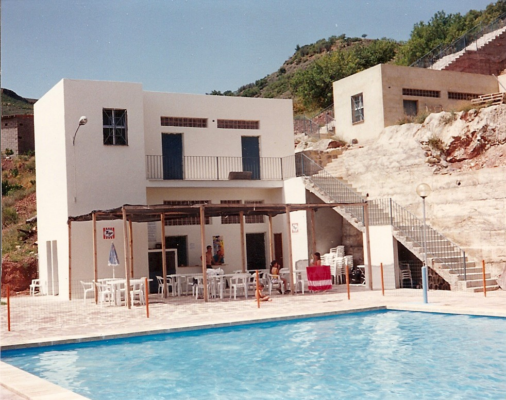
Piscina municipal.

- Parc Natural de la Serra Calderona.
- El Garbí: muntanya que dividix els termes d'Estivella, Segart i d'Albalat dels Tarongers. Des del cim s'albira una espectacular panoràmica de la costa de Sagunt a València.
- La Mola de Segart.
- El Puntal de l'Abella: muntanya més alta del Camp de Morvedre (654 msnm); conté una microreserva de flora.
- Piscina municipal: situada en un dels vessants de la població, té unes vistes d'incomparable bellesa. Té adjacents un berenador i una zona d'esbarjo.
- Àrea recreativa de la Font dels Horts.
- Font de Sant Josep: es troba pròxima a la població i se l'anomena popularment "La Fonteta".[8]
- Font del Llavador: ací trobem el safareig de Segart.
- Font del Salt: en època de pluges, s'hi produïx una cascada espectacular.
- Font de Jaume.
- Font de Sant Caralampi.
- Font del Campaner.

Al terme municipal es pot practicar senderisme, a través del camí de gran recorregut GR-10 / E-7 que passa per la població i els seus voltants. Entre les rutes destaquen la pujada a la Mola de Segart, al Garbí per la seua canal, la visita al monestir de Sant Esperit per la senda dels frares o a la Font del Campaner.

## Refranyer i dites populars
| « | Segart agafa la maça i pica espart. | » |